# NEOS – Az Új Ausztria és Liberális Fórum
A NEOS – Az Új Ausztria és Liberális Fórum (németül: NEOS – Das Neue Österreich und Liberales Forum) osztrák párt.
A NEOS 2013 szeptember 29-én vett részt először szövetségi választásán. A szavazatok 4,96 százalékát szerezte meg, ami 9 mandátumot jelentett a parlament törvényhozó alsóházában, a Nemzeti Tanácsban.
A 2012-ben alakult, s 2013-tól a parlamentben lévő párt 2025-ben került először kormányra.
A 2018-as salzburgi tartományi választásokon a NEOS a szavazatok 7,3%-át nyerték el és koalíciós kormányt alakítottak az Osztrák Néppárttal és az Osztrák Zöld Párttal.

## Ideológia

### Főbb elveik
A párt a nagyobb iskolai autonómiát és az iskola előkészítő oktatás bevezetését tartja fontosnak emellett hogy a középiskolai bizonyítvány (mittlere reife) megszerzése egyenlő feltételek mellett történjen meg. Európai ügyekben a párt az európai föderalizmus elkötelezett hívei.

## Választási eredmények

### Nemzeti Tanács
| Választási év | Szavazatok | %    | Mandátumok | Státusz                            |
| ------------- | ---------- | ---- | ---------- | ---------------------------------- |
| 2013          | 232 946    | 4,96 | 9 / 183    | Ellenzék                           |
| 2017          | 268 518    | 5,30 | 10 / 183   | Ellenzék                           |
| 2019          | 387 124    | 8,10 | 15 / 183   | Ellenzék                           |
| 2024          | 446 378    | 9,14 | 18 / 183   | Kormánypárt, ÖVP–SPÖ–NEOS koalíció |

### Tartományi parlamentek
| Tartomány      | Választási év | Szavazatok | %    | Mandátumok | Státusz            |
| -------------- | ------------- | ---------- | ---- | ---------- | ------------------ |
| Alsó-Ausztria  | 2023          | 59 967     | 6,7  | 3 / 56     | Ellenzék           |
| Bécs           | 2025          | 68 152     | 10,0 | 10 / 100   | Még nem ismert     |
| Burgenland     | 2025          | 4 018      | 2,1  | 0 / 36     | Parlamenten kívüli |
| Felső-Ausztria | 2021          | 34 204     | 4,2  | 2 / 56     | Ellenzék           |
| Karintia       | 2023          | 7 840      | 2,6  | 0 / 36     | Parlamenten kívüli |
| Salzburg       | 2023          | 11 310     | 4,2  | 0 / 36     | Parlamenten kívüli |
| Stájerország   | 2024          | 39 753     | 6,0  | 3 / 48     | Ellenzék           |
| Tirol          | 2022          | 21 589     | 6,3  | 2 / 36     | Ellenzék           |
| Vorarlberg     | 2024          | 16 477     | 8,9  | 3 / 36     | Ellenzék           |